# Biancomangiare

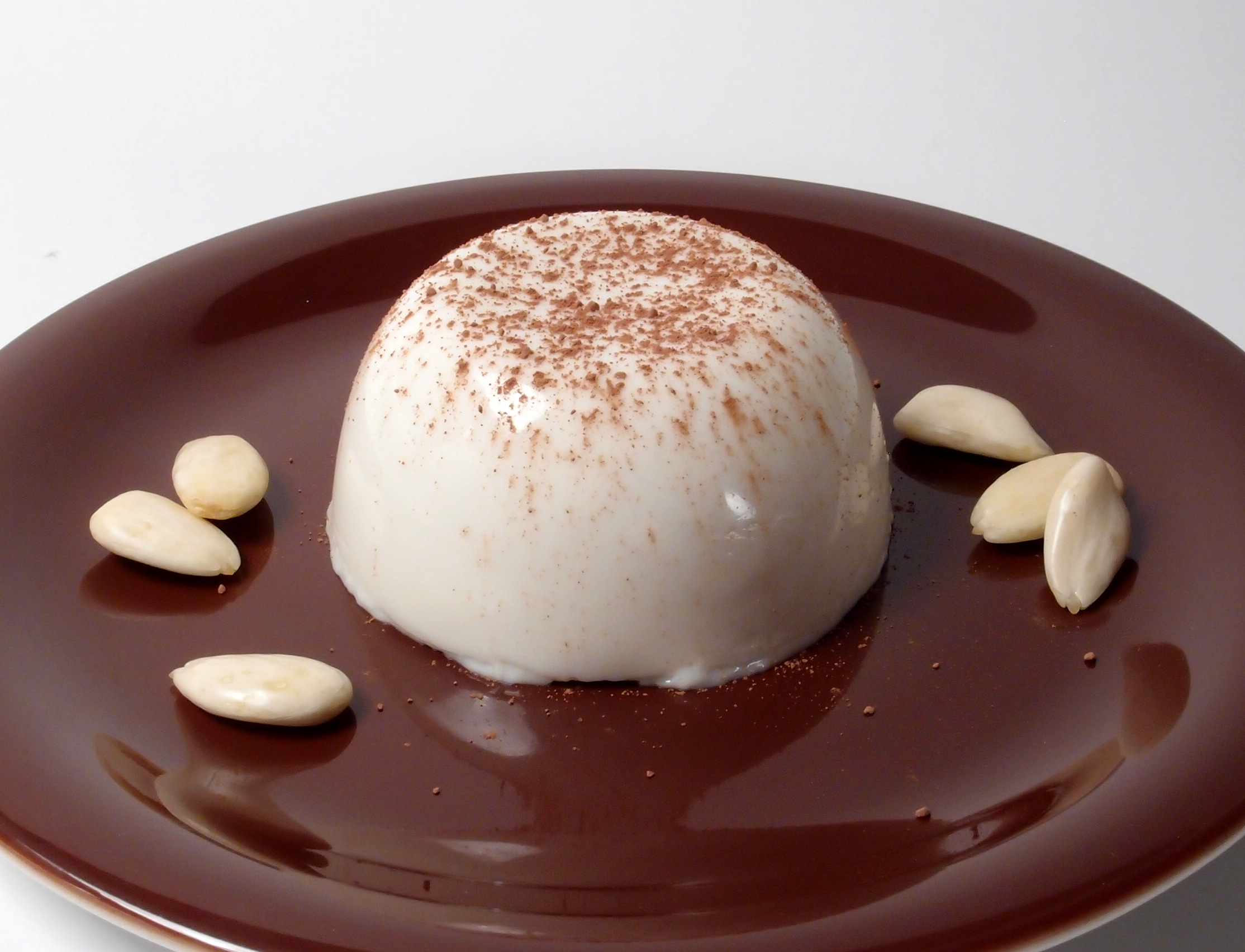
Biancomangiare spolverato di cacao e servito con alcune mandorle

Il biancomangiare o bianco mangiare è un dolce tipico inserito nella lista dei prodotti agroalimentari tradizionali italiani (P.A.T) del Ministero delle politiche agricole alimentari e forestali (Mipaaf). È una preparazione diffusa in tutta Italia, soprattutto in Sicilia e in Sardegna.

## Nome
Il biancomangiare, conosciuto anche in francese come blanc-manger, in catalano menjar blanc o in passato blanche mangieri, balmagier, bramagére, in siciliano bbiancumanciari e in sardo papai-biancu, deriva il suo nome dal colore bianco dei suoi ingredienti principali: latte e/o mandorle macinate.

## Storia
Il biancomangiare era una pietanza preparata già in epoca medievale durante il XIII secolo. Si diffuse in molte parti del Mezzogiorno italiano, particolarmente in Sicilia e in Sardegna. Tuttavia i primi ricettari occidentali a proporre questo genere di ricette sono riconducibili ad alcune aree dell'Italia meridionale: si tratta rispettivamente del Liber de Coquina e dei manoscritti oggi noti con il nome di Anonimo Meridionale, ambedue redatti tra XIII e XIV secolo alla corte di Napoli, dove sono presenti alcune ricette di bianco mangiare. Il mangiare bianco è descritto inoltre nel Libro novo del gentiluomo Cristoforo di Messisbugo, a servizio presso la corte ferrarese. Questa pietanza è anche citata tra quelle preparate da Matilde di Canossa per riappacificare papa Gregorio VII ed Enrico IV di Franconia. Viene inoltre riportato nella "Descrizione del pranzo di nozze tra Maria de' Medici e Enrico IV di Francia", redatta da Michelangelo Buonarroti il Giovane.
Secondo un'altra teoria, il dolce avrebbe avuto origine in Francia, e in seguito si sarebbe diffuso da lì in tutta Europa nel corso del tredicesimo secolo.
Comunque, resta il fatto che la sua diffusione fosse estesa a tutta l'Europa già nella cucina medievale.
Nei primi ricettari, il biancomangiare era salato, e conteneva petti di pollo o cappone, mandorle, latte e lardo. La ricetta divenne popolare anche in epoca rinascimentale, quando il biancomangiare veniva consumato durante i banchetti e preparato usando la carne bianca o del pesce e, con molte probabilità, utilizzando abbondanti quantità di zucchero.
La ricetta è riportata da Pellegrino Artusi nel suo famoso libro La scienza in cucina e l'arte di mangiar bene.

## Varianti
In Italia è tipico della Sicilia, in particolare dell'antica contea di Modica e nelle colline del Platani, ma è molto diffuso anche in Valle d'Aosta. In genere la preparazione prevede l'uso del latte, mentre quella modicana è preparata con il latte di mandorla. Nella variante delle colline del Platani vi è l'uso di amido di frumento e scorza di limone oltre alla bacca di vaniglia, così da avere un dolce più leggero vista la sostituzione della farina con l'amido di frumento e con un retrogusto di limone. La ricetta ragusana include anche il limone, la cannella e il miele ibleo. Oltre alla versione dolce vi sono anche alcune versioni salate.

## Qualche ricetta

### Sicilia orientale
- Si scalda circa 1/2 lt di latte di mandorla (solitamente già zuccherato) e una bacca di vaniglia tagliata a pezzi. Quando lo zucchero è sciolto, si aggiungono 4 cucchiai di farina mescolando continuamente con una frusta. Appena si addensa, si toglie dal fuoco, si versa in ciotoline singole oppure in un recipiente unico, bagnati preventivamente con acqua, e si lascia raffreddare. Una volta sodo, si capovolge, si spolvera con un po' di cannella e si serve. Altre ricette prevedono la farina di riso al posto di quella di frumento o di mandorle. A volte è decorato con granella di pistacchi, ma le varianti sono moltissime.

### Cagliari e Alghero (Sardegna)
- Si stemperano 100 gr di amido di mais in un litro di latte a freddo. In seguito si scalda a fuoco lento e si aggiungono 100 gr di zucchero e la scorza di un limone intero, grattugiata. Si mescola continuamente. Appena si addensa, si toglie dal fuoco e si versa in uno stampo (o in ciotoline) e si tratta come nelle ricette esposte dinanzi. Con su papai-biancu si prepara pure il ripieno di alcuni culingioneddus (ravioli dolci), che si friggono e si servono con il miele o con lo zucchero.
- Ad Alghero il procedimento è simile ma viene chiamato come in Catalogna menjar blanc mentre i ravioli che accolgono il ripieno sono chiamati tabaqueres,[7] in quanto la forma ricorda quella delle antiche scatolette in cui si riponeva il tabacco.